# Lola Visconti
Lola Visconti, nom de scène de Dolorès Visconti, (née à Rome le 24 novembre 1891 et morte à Turin le 10 juin 1924) est une actrice italienne du cinéma muet.

## Biographie
Née Dolores Visconti, elle a joué dans de nombreux films muets, notamment avec son mari Guido Brignone. 
Presque tous les films d'août 1914 à mars 1918 ont été produits par la Volsca Films (it) de Velletri, d'abord réalisés par Carlo Simoneschi, puis par son mari Guido Brignone. Elle est la mère de l'actrice Lilla Brignone. 
Lola Visconti est morte à l'âge de 32 ans.

## Filmographie
- La bella Galleana (1911)
- Il sogno di un tramonto d'autunno (1911)
- Armi e amori (1913)
- Onore riconquistato (1913)
- Il romanzo di Maddalena (1913)
- L'addio al celibato (1914)
- I nostri figli (1914)
- La colpa di Giovanna (1914)
- Dissidio di cuori (1914)
- Splendore e decadenza (1914)
- Pace, mio Dio!... (1914)
- Il debito del passato (1914)
- La fidanzata di Giorgio Smith (1914)
- Il re fantasma (1914)
- Per la Patria! (1915)
- L'onorevole Campodarsego (1915)
- La società della mano sinistra (1915)
- Il viale dei tigli (1915)
- Nei gorghi della passione (1915)
- La maschera della morta (1915)
- La vampa (o Pasqua di fuoco) (1915)
- Primula (o Per te la mia vita) (1915)
- Espiazione (II) (1916)
- ...E l'altare crollò (1916)
- La morte bianca (1916)
- Turbine rosso (Storia della Serbia invasa) (1916)
- Farfalla d'oro (1916)
- Gli irredenti (1916)
- Fiamme funeste (1916)
- Anima trasmessa (1916)
- Il cuore dell'altra (1917)
- Nei labirinti dell'anima (1917)
- Capricci d'amore (1917)
- La suonatrice d'arpa (1917)
- Pimprinette (1917)
- Il salice piangente (1918)
- Il velo della felicità (1918)
- Natacha (1918)
- Il demone occulto (1918)
- Ah, quella Dory!... (1918)
- Federica d'Illiria (1919)
- Anna da San Celso (1919)
- Vendetta nel sole (1919)
- La cicala e la formica (1919)
- La contessa Miseria (1919)
- Roberto Burat (1920)
- Il rosario della colpa (1920)
- Il marito in campagna (1920)
- Il ventriloquo (1920)
- Fiamma nera (1921)
- Il privilegio dell'amore (1921)
- Le campane di San Lucio (1921)
- Tetuan, il galeotto detective (1921)
- Stecchini giapponesi (1921)
- La lotta per la vita (1921)
- Il più celebre ladro del mondo (1921)
- Il tredicesimo commensale (1921)
- Le perle di Cleopatra (1922)
- Il segreto del morto (1922)
- I conquistatori del mondo (1922)

## Source de traduction
- (it) Cet article est partiellement ou en totalité issu de l’article de Wikipédia en italien intitulé « Lola Visconti » (voir la liste des auteurs).